# 伊東信雄
伊東 信雄（いとう のぶお、1908年（明治41年）3月17日 - 1987年（昭和62年）4月10日）は、日本の考古学者。東北地方の縄文・弥生・古墳時代、古代・中世・近世史、樺太（サハリン）の先史時代研究に大きな業績を残した。東北大学名誉教授。

## 概要
1957年に東北大学考古学講座初代教授に就任した。東北地方の原始・古代文化を考古学的手法により解明し、「東北の考古学の父」と呼ばれた。伊東は、山内清男とともに東北の古い縄文土器の編年を確立し、特に青森県垂柳遺跡の発掘において、東北地方の稲作農耕を明らかにする研究を進めた。
戦前には、通説として「東北の古代文化は遅れていた」、「東北地方は鎌倉時代まで石器時代が続いた」とされていた。山内と伊東は、東北の石器時代の終了時期は西日本と同じであり、縄文時代の終末期に稲作が導入され、古墳時代においても庶民の生活は、近畿・関東と大差なかったと考えた。
伊東は、弥生時代特有の石包丁を再検討し、東北地域南部の福島県・宮城県で石包丁が多く分布していることを確認した。また、扁平片刃石斧、太形蛤刃（ふとがた はまぐりば）石斧、有角（ゆうかく）石斧等も、仙台市南小泉で採集された弥生土器と共伴するものと考え、これらの土器底には稲モミの圧痕があることを指摘し、稲作の存在を予測した。東北地域の北部については、青森県田舎館村から出土した壺、甕、高坏、蓋等が、形式的に中部地域・関東地域で発見される古手の弥生土器に類似することに注目し、東北地方には農耕経済の上に立つ弥生文化があることを主張した。

## 略歴
- 1908年（明治41年）3月17日 - 宮城県仙台市袋町1番地に生まれる。
- 1911年（明治44年） - 父の開業に伴い、北海道江別市に転居。
- 1919年（大正8年） - 千葉県金谷村（現・富津市）に転住。
- 1927年（昭和2年）から1929年（昭和4年） - 東北帝国大学医学部副手山内清男と知り合い、宮城県大木囲貝塚、槻木貝塚、千葉県上本郷貝塚、北海道函館市住吉町遺跡、宮城県室浜貝塚、福浦島貝塚、川下貝塚、高松貝塚などの発掘調査に参加する。
- 1931年（昭和6年） - 仙台郷土研究会委員に委嘱。1933年（昭和8年）樺太史蹟名勝天然記念物調査会委員、1939年（昭和14年）宮城県史蹟名勝天然記念物調査会委員、1953年（昭和28年）宮城県文化財専門委員、1969年（昭和44年）宮城県多賀城跡調査研究指導委員会委員長をはじめ、多くの専門委員を歴任し、東北地方各地の調査組織や文化財保護の仕組みづくりに尽力した。

## 学歴
- 1921年（大正10年） - 宮城県仙台第一中学校入学。
- 1925年（大正14年） - 第二高等学校文科乙類入学。
- 1928年（昭和3年） - 東北帝国大学法文学部入学。
- 1931年（昭和6年） - 東北帝国大学法文学部国史学科卒業。卒業論文「上代日鮮関係とその影響」。
- 1962年（昭和37年） - 文学博士号を取得[1]。

## 職歴
- 1931年（昭和6年） - 東北帝国大学法文学部考古学参考品整理嘱託
- 1932年（昭和7年） - 東北学院高等学部講師、考古学を担当
- 1933年（昭和8年） - 第二高等学校講師
- 1936年（昭和11年） - 東北帝国大学文学部講師
- 1937年（昭和12年） - 第二高等学校教授
- 1949年（昭和24年） - 東北大学助教授
- 1957年（昭和32年） - 東北大学文学部考古学講座担当。主任教授就任
- 1971年（昭和46年） - 東北大学を定年退職、名誉教授就任
- 1972年（昭和47年） - 東北歯科大学教授（～1973年）
- 1973年（昭和48年） - 東北学院大学教授（～1986年）

## 著作
- 『古代東北発掘』学生社 1973
- 『仙台郷土史の研究』宝文堂出版販売 1979

### 共編著・監修
- 『新稿日本史』岡本堅次,佐藤直助共編 文理図書出版社 1955
- 『古代の日本 第8 東北』高橋富雄共編 角川書店 1970
- 『挂甲の系譜』末永雅雄共著 雄山閣出版 1979
- 『会津の美 1 考古篇』監修 歴史春秋出版 1985

## 論文
- 伊東信雄, 「東北古代文化の考古学的研究」 東北大学 博士論文, [報告番号不明], 1962年, Template:Naid/500000318468
- 伊東信雄「古代東北地方の農業」『日本歴史』第22号、吉川弘文館、1950年1月、26-27頁、ISSN 03869164、NAID 40003069314。
- 伊東信雄「東北地方の弥生式文化」『文化』第2巻第4号、東北大学文学会、1950年10月、40-64頁、ISSN 0385-4841、NAID 40003381589。
- 伊東信雄「仙台市内の古代遺跡」『歴史』第2号、東北史学会、1950年11月、21-26頁、ISSN 03869172、NAID 40003813884。
- 伊東信雄「仙臺藩銀札發行灌漑顛末」『社会経済史学』第18巻第2号、社会経済史学会、1952年、191-208頁、doi:10.20624/sehs.18.2_191、ISSN 0038-0113、NAID 110001212411。
- 伊東信雄「考古学上より見た古代の岩手県」『岩手史学研究』第10号、岩手史学会、1952年3月、4-11頁、ISSN 02899582、NAID 40000146040。
- 伊東信雄「有角石器の用途について」『考古学雑誌』第40巻第3号、日本考古学会、1955年1月、ISSN 00038075、NAID 40001203908。
- 伊東信雄「東北北部の弥生式土器」『文化』第24巻第1号、東北大学文学会、1960年4月、17-45頁、ISSN 0385-4841、NAID 40003380860。
- 伊東信雄「最近の古代宮殿跡発掘」『文化』第27巻第2号、東北大学文学会、1963年7月、ISSN 0385-4841、NAID 40003380990。
- 伊東信雄「山内博士東北縄文土器編年の成立過程 (大森貝塚発掘100年記念特集) -- (日本考古学一〇〇年によせて)」『考古学研究』第24巻第3号、考古学研究会、1977年12月、164-170頁、ISSN 03869148、NAID 40001202671。

業績紹介など
- 渡部綱次郎「伊東信雄・岡本堅次・佐藤直助共編「新稿日本史」」『秋大史学』第6号、秋田大学史学会、1955年6月、ISSN 0386894X、NAID 40001726663。
- 藤岡謙二郞「<紹介>伊東信雄著 宮城縣遠田郡不動堂村素山貝塚調査報告」『史林』第25巻第3号、史學?究會 (京都帝國大學文學部内)、1940年8月、459-460頁、doi:10.14989/shirin_25_459、ISSN 0386-9369、NAID 120006816030。

## 叙位・叙勲
- 1979年11月 - 勲二等瑞宝章叙勲
- 1987年4月 - 正四位叙位
- 1987年5月 - 従三位叙位

## 追悼
- 1989年『足跡 東北学院における伊東信雄先生』足跡編集会編
- 1990年『伊東信雄先生追悼考古学古代史論攷』伊東信雄先生追悼論文集刊行会

## 評伝・回顧ほか
- 芹沢長介1971「伊東信雄先生の学風と業績」『文化』35-1･2、東北大学文学会
- 平山久夫1986「山内清男（続縄文）対伊東信雄（弥生）の論争点は決着したか」『北奥古代文化』17、北奥古代文化研究会
- 佐々久1987「伊東信雄先生をおしむ」『仙台郷土研究』12-1 仙台郷土研究会
- 氏家和典1987「伊東信雄先生を偲んで」『北奥古代文化』18、北奥古代文化研究会
- 佐々木慶市1987「伊東さんと私」『国史談話会雑誌』28、東北大学国史談話会
- 工藤雅樹1987「伊東信雄先生を偲んで」『国史談話会雑誌』28、東北大学国史談話会
- 渡辺信夫1987「伊東信雄先生を悼む」『国史談話会雑誌』28、東北大学国史談話会
- 村上啓一1987「伊東先輩を悼む」『国史談話会雑誌』28、東北大学国史談話会
- 桜井清彦1989「考古学史を彩った人々 伊東信雄」『論争・学説日本の考古学』雄山閣出版
- 芹沢長介2004「東北考古学の父 伊東信雄先生」『月刊考古学ジャーナル』523号、ニュー・サイエンス社
- 東北大学総合学術博物館・東北歴史博物館2013『考古学からの挑戦－東北大学考古学研究の軌跡』東北大学総合学術博物館のすべてⅩⅢ
- 志間泰治・相原淳一2016「歴史を掘り起こす」『宮城考古学』18、宮城県考古学会